# 1803 az irodalomban
Az 1803. év az irodalomban.

## Megjelent új művek

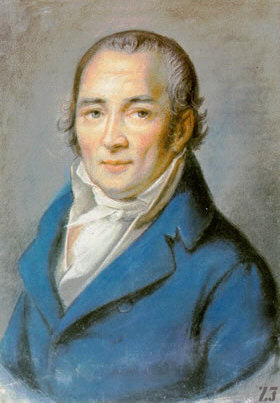
J. P. Hebel

- Étienne Pivert de Senancour francia szerző levélregény formájában írt műve: Obermann.[1]
- Dzsippensa Ikku japán szerző csavargóregénye, geszaku-ja: Tókaidócsú hidzakurige (Gyalogszerrel a keleti tengeri úton), 1802–1808.[2]

### Költészet
- Adam Oehlenschläger dán romantikus költő verseskötete: Digte
- Johann Peter Hebel versei: Allemannische Gedichte. Für Freunde ländlicher Natur und Sitten. Név nélkül jelent meg, a következő évben a szerző neve alatt is kiadták.

### Dráma

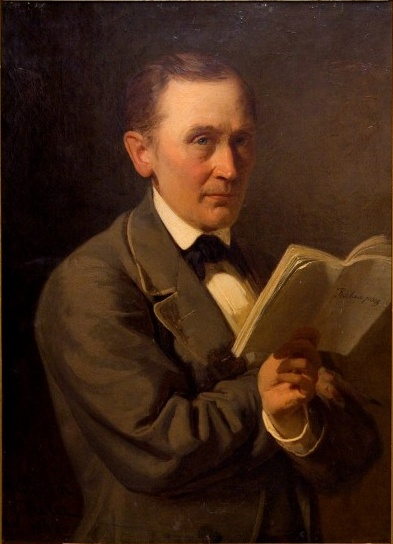
Friedrich Reinhold Kreutzwald

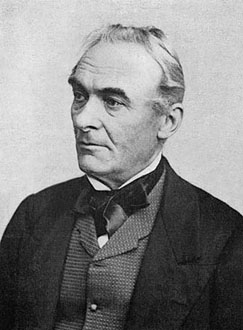
Prosper Mérimée

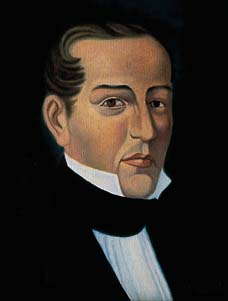
José Maria Heredia

- Megjelenik Heinrich von Kleist első tragédiája: Die Familie Schroffenstein (A Schroffenstein család).
- Friedrich Schiller drámájának bemutatója: Die Braut von Messina (A messinai menyasszony).
- Ifj. George Colman angol színműíró, színházigazgató legsikerültebb komédiája, a John Bull bemutatója.
- August von Kotzebue vígjátéka: Die deutschen Kleinstädter (Kisvárosi németek), bemutató.

### Magyar nyelven
- Győrött megjelenik Sándor István bibliográfiai összeállítása: Magyar könyvesház, avagy A' magyar könyveknek kinyomtatások ideje szerént való rövid említésök.
- Csokonai Vitéz Mihály legszebb versei közül ekkor születik A reményhez, A rózsabimbóhoz, A tihanyi ekhóhoz.
- Megjelenik Révai Miklós nyelvtudományunkban új korszakot jelentő latin nyelvű munkája, az Elaboratior grammatica Hungarica…(Alapos magyar nyelvtan) első két kötete (1803, 1806; a harmadik kötet csak 1908-ban jelent meg).[3]

## Születések
- május 25. – Ralph Waldo Emerson amerikai esszéíró, költő, unitárius lelkész († 1882)
- szeptember 28. – Prosper Mérimée francia író, műfordító, művészettörténész († 1870)
- december 5. – Fjodor Ivanovics Tyutcsev orosz költő († 1873)
- december 26. – Friedrich Reinhold Kreutzwald észt romantikus költő, író, folklorista, műfordító, a Kalevipoeg szerzője és összeállítója († 1882)
- december 31. – José María Heredia, Kuba nemzeti költője, műfordító († 1839)

## Halálozások
- február 11. – Jean-François de La Harpe francia költő, drámaíró, kritikus (* 1739)
- március 14. – Friedrich Gottlieb Klopstock német költő (* 1724)
- szeptember 5. – Pierre Choderlos de Laclos francia író, tábornok; a Veszedelmes viszonyok (Les liaisons dangereuses, 1782) című regény szerzője (* 1741)
- október 8. – Vittorio Alfieri olasz drámaíró, költő és író (* 1749)
- december 18. – Johann Gottfried Herder német költő, műfordító, teológus, filozófus, a Sturm und Drang és az ún. weimari klasszicizmus egyik meghatározó egyénisége (* 1744)